# Horseshoe Bay (Alberta)
Pour les articles homonymes, voir Horseshoe Bay (homonymie).
Horseshoe Bay est un village d'été (summer village) du Comté de Saint-Paul No 19, situé dans la province canadienne d'Alberta.

## Démographie
En tant que localité désignée dans le recensement de 2011, Horseshoe Bay a une population de 37 habitants dans 17 de ses 22 logements, soit une variation de -82,7 % avec la population de 2006. Avec une superficie de 1,044 0 km2, Horseshoe Bay possède une densité de population de 35,440 6 hab/km2 en 2011.
Concernant le recensement de 2006, Horseshoe Bay abritait 214 habitants dans 65 de ses 69 logements. Avec une superficie de 1,044 0 km2, le village d'été possédait une densité de population de 205,0 hab/km2 en 2006.
| 2001 | 2006 | 2011 | 2016 |
| ---- | ---- | ---- | ---- |
| 52   | 214  | 37   | 49   |